# Soque
Soque (em usbeque: So'x; em russo: Сох; romaniz.: Sokh) é um território do Usbequistão com cerca de 325 km² encravado no Quirguistão (província de Batken) e próximo da fronteira do Tajiquistão, na região Vale de Fergana da Ásia Central.
A população é maioritariamente tajique.
A economia é essencialmente agrícola, predominando a cultura do arroz, irrigada pelo rio Soque.